# Campylorhynchus brunneicapillus
El cucarachero desértico (Campylorhynchus brunneicapillus) también conocido como matraca del desierto, matraca desértica o ratona desértica, es una especie de ave paseriforme de la familia Troglodytidae nativa del suroeste de Estados Unidos y el norte de México. Es el ave estatal de Arizona.

## Hábitat
Es un ave de regiones áridas y puede ser encontrada a menudo en torno a plantas de yucca, mezquite o saguaro. Anida en un cactus o algunas veces en el agujero de un saguaro, su nido estará protegido por espinas de cactus, una choya o las hojas de una yuca.

## Subespecies
Se reconocen 8 subespecies:
- C. b. affinis Xantus de Vesey, 1860
- C. b. brunneicapillus (Lafresnaye, 1835)
- C. b. bryanti (Anthony, 1894)
- C. b. couesi Sharpe, 1881
- C. b. guttatus (Gould, 1837)
- C. b. purus (van Rossem, 1930)
- C. b. sandiegensis Rea, 1986
- C. b. seri (Van Rossem, 1932)